# Коста Томашевић
Коста Томашевић (Стари Бановци, 25. јул 1923 — Београд, 13. мај 1976) био је југословенски фудбалски репрезентативац, виши спортски тренер и професор физичког васпитања.

## Биографија
Ушао је у историју југословенског фудбала као први стрелац репрезентације СФРЈ, 9. маја 1946. на утакмици против Чехословачке (2:0) у Прагу, на првој послератној утакмици државног тима.
Почео је да игра пред рат у Београдском спорт клубу (БСК) и брзо постао првотимац. Играо је вођу навале и десно крило и посебно се истицао одличним реализаторским способностима.
Био је један од оснивача и првих играча београдске Црвене звезде, за коју је од 4. марта 1945. до 2. маја 1954. одиграо укупно 340 утакмица (од тога 125 првенствених) и постигао 370 голова. У дресу „црвено-белих“ освојио је два првенства (1951. и 1953) и три узастопна трофеја Купа (1948, 1949, и 1950). Био је и два пута најбољи лигашки стрелац: 1951. године са 16 голова и у првенству 1954/55. године, заједно са Марковићем (БСК) и Вукасом (Хајдук Сплит), са 20 погодака. Ову другу титулу освојио је као члан суботичког Спартака за који је играо до 1956.
Уз два сусрета за „Б“ екипу (1948 — 1950), одиграо је и 10 утакмица за репрезентацију Југославије и постигао пет голова. Дебитовао је 9. маја 1946. против репрезентација Чехословачке. (2:0) у Прагу, а последњу утакмицу одиграо је 6. фебруара 1951. против репрезентације Француске (1:2) у Паризу на којој је постигао једини гол за нашу репрезентацију. Учествовао је на олимпијском турниру 1948. у Лондону и на Светском првенству 1950 у Бразилу (на три утакмице постигао је два гола).
Дипломирао је на Државном институту за физичку културу у Београду и на Фудбалском одсеку Високе спортске школе у Келну. Био је тренер у земљи и иностранству (Иран, Нигерија), а последњих година живота је био службеник Скупштине општине Вождовац у Београду.
Прерано је умро у Београду у 53. години.